# 梅尔戈
梅尔戈（義大利語：Mergo），是意大利安科纳省的一个市镇。总面积7.26平方公里，人口1102人，人口密度151.8人/平方公里（2009年）。ISTAT代码为042024。

## 友好城市
- 法國 舍韦涅